# 1re étape du Tour d'Italie 2025
Pour un article plus général, voir Tour d'Italie 2025.
La 1re étape du Tour d'Italie 2025 se déroule le vendredi 9 mai 2025 entre Durrës et Tirana, en Albanie, sur une distance de 164 km.

## Parcours
Cette première étape de l'histoire du Giro sur le territoire albanais emprunte un parcours vallonné au départ de la ville portuaire de Durrës. L'étape rentre à l'intérieur du pays. Elle est jalonnée par l'ascension de plus de 13 kilomètres vers Gracen (col de 2e catégorie) à mi-parcours puis la double montée vers Surrel (cols de 3e catégorie avec un passage à 10 % en début de côte) en fin d'étape. Les coureurs franchissent une seconde fois ce sommet à 11,3 km de l'arrivée dans les rues de Tirana après une fin d'étape au profil descendant.

## Déroulement de la course
Le Belge Sylvain Moniquet (Cofidis), le Néerlandais Taco van der Hoorn (Intermarché-Wanty) et les Italiens Alessandro Verre (Arkéa-B&B Hôtels), Manuele Tarozzi (VF Group-Bardiani) et Alessandro Tonelli (Polti-VisitMalta) forment la première grosse échappée de ce Giro. Moniquet passe en tête au sommet du col de Gracen, ce qui lui permettra d'endosser la maillot bleu du classement de la montagne en fin d'étape. L'échappée est reprise à une quarantaine de kilomètres de l'arrivée. À 5 km du terme, une chute dans le peloton implique plusieurs coureurs dont Mikel Landa qui est contraint à l'abandon (fracture d'une vertèbre). La victoire se joue dans un peloton restreint de 36 coureurs. Le Danois Mads Pedersen (Lidl Trek) règle le sprint et revêt le maillot rose, résistant au retour du Belge Wout van Aert (Visma Lease a Bike) revenu à une demi roue du vainqueur.

## Résultats

### Classement de l'étape
| \| Classement de l'étape \| Classement de l'étape \| Classement de l'étape \| Classement de l'étape \| Classement de l'étape \| \| Coureur \| Coureur \| Pays \| Équipe \| Temps \| \| --------------------- \| --------------------- \| --------------------- \| -------------------------- \| --------------------- \| \| 1er \| Mads Pedersen \| Danemark \| Lidl-Trek \| 3 h 36 min 24 s \| \| 2e \| Wout van Aert \| Belgique \| Team Visma \\| Lease a Bike \| + 0 s \| \| 3e \| Orluis Aular \| Venezuela \| Movistar Team \| + 0 s \| \| 4e \| Francesco Busatto \| Italie \| Intermarché-Wanty \| + 0 s \| \| 5e \| Tom Pidcock \| Royaume-Uni \| Q36.5 Pro Cycling Team \| + 0 s \| \| 6e \| Diego Ulissi \| Italie \| XDS Astana Team \| + 0 s \| \| 7e \| Richard Carapaz \| Équateur \| EF Education-EasyPost \| + 0 s \| \| 8e \| Max Poole \| Royaume-Uni \| Team Picnic-PostNL \| + 0 s \| \| 9e \| Nicola Conci \| Italie \| XDS Astana Team \| + 0 s \| \| 10e \| Davide Piganzoli \| Italie \| Team Polti VisitMalta \| + 0 s \| |                   |             |                            |                 |
| |                   |             |                            |                 |
| Source : ProCyclingStats |                   |             |                            |                 |
| Classement de l'étape |                   |             |                            |                 |
| Coureur | Coureur           | Pays        | Équipe                     | Temps           |
| 1er | Mads Pedersen     | Danemark    | Lidl-Trek                  | 3 h 36 min 24 s |
| 2e | Wout van Aert     | Belgique    | Team Visma \| Lease a Bike | + 0 s           |
| 3e | Orluis Aular      | Venezuela   | Movistar Team              | + 0 s           |
| 4e | Francesco Busatto | Italie      | Intermarché-Wanty          | + 0 s           |
| 5e | Tom Pidcock       | Royaume-Uni | Q36.5 Pro Cycling Team     | + 0 s           |
| 6e | Diego Ulissi      | Italie      | XDS Astana Team            | + 0 s           |
| 7e | Richard Carapaz   | Équateur    | EF Education-EasyPost      | + 0 s           |
| 8e | Max Poole         | Royaume-Uni | Team Picnic-PostNL         | + 0 s           |
| 9e | Nicola Conci      | Italie      | XDS Astana Team            | + 0 s           |
| 10e | Davide Piganzoli  | Italie      | Team Polti VisitMalta      | + 0 s           |

### Points attribués pour le classement par points
| Sprint intermédiaire Papër (km 57,9) | Sprint intermédiaire Papër (km 57,9) | Sprint intermédiaire Papër (km 57,9) | Sprint intermédiaire Papër (km 57,9) | Sprint intermédiaire Papër (km 57,9) |
| ------------------------------------ | ------------------------------------ | ------------------------------------ | ------------------------------------ | ------------------------------------ |
|                                      | Coureur                              | Pays                                 | Équipe                               | Point(s)                             |
| 1er                                  | Alessandro Tonelli                   | Italie                               | Team Polti VisitMalta                | 12                                   |
| 2e                                   | Taco van der Hoorn                   | Pays-Bas                             | Intermarché-Wanty                    | 8                                    |
| 3e                                   | Manuele Tarozzi                      | Italie                               | VF Group-Bardiani CSF-Faizanè        | 5                                    |
| 4e                                   | Sylvain Moniquet                     | Belgique                             | Cofidis                              | 3                                    |
| 5e                                   | Alessandro Verre                     | Italie                               | Arkéa-B&B Hotels                     | 1                                    |
| modifier                             |                                      |                                      |                                      |                                      |

| Sprint intermédiaire Elbasan (km 67) | Sprint intermédiaire Elbasan (km 67) | Sprint intermédiaire Elbasan (km 67) | Sprint intermédiaire Elbasan (km 67) | Sprint intermédiaire Elbasan (km 67) |
| ------------------------------------ | ------------------------------------ | ------------------------------------ | ------------------------------------ | ------------------------------------ |
|                                      | Coureur                              | Pays                                 | Équipe                               | Point(s)                             |
| 1er                                  | Manuele Tarozzi                      | Italie                               | VF Group-Bardiani CSF-Faizanè        | 12                                   |
| 2e                                   | Sylvain Moniquet                     | Belgique                             | Cofidis                              | 8                                    |
| 3e                                   | Alessandro Verre                     | Italie                               | Arkéa-B&B Hotels                     | 5                                    |
| 4e                                   | Alessandro Tonelli                   | Italie                               | Team Polti VisitMalta                | 3                                    |
| 5e                                   | Taco van der Hoorn                   | Pays-Bas                             | Intermarché-Wanty                    | 1                                    |
| modifier                             |                                      |                                      |                                      |                                      |

| \| Arrivée d'étape Tirana (km 160) \| Arrivée d'étape Tirana (km 160) \| Arrivée d'étape Tirana (km 160) \| Arrivée d'étape Tirana (km 160) \| Arrivée d'étape Tirana (km 160) \| \| ------------------------------- \| ------------------------------- \| ------------------------------- \| ------------------------------- \| ------------------------------- \| \| \| Coureur \| Pays \| Équipe \| Point(s) \| \| 1er \| Mads Pedersen \| Danemark \| Lidl-Trek \| 25 \| \| 2e \| Wout van Aert \| Belgique \| Team Visma \\| Lease a Bike \| 18 \| \| 3e \| Orluis Aular \| Venezuela \| Movistar Team \| 12 \| \| 4e \| Francesco Busatto \| Italie \| Intermarché-Wanty \| 8 \| \| 5e \| Tom Pidcock \| Grande-Bretagne \| Q36.5 Pro Cycling Team \| 6 \| \| 6e \| Diego Ulissi \| Italie \| XDS Astana Team \| 5 \| \| 7e \| Richard Carapaz \| Équateur \| EF Education-EasyPost \| 4 \| \| 8e \| Max Poole \| Grande-Bretagne \| Team Picnic-PostNL \| 3 \| \| 9e \| Nicola Conci \| Italie \| XDS Astana Team \| 2 \| \| 10e \| Davide Piganzoli \| Italie \| Team Polti VisitMalta \| 1 \| \| modifier \| \| \| \| \| |                   |                 |                            |          |
| Arrivée d'étape Tirana (km 160) |                   |                 |                            |          |
| | Coureur           | Pays            | Équipe                     | Point(s) |
| 1er | Mads Pedersen     | Danemark        | Lidl-Trek                  | 25       |
| 2e | Wout van Aert     | Belgique        | Team Visma \| Lease a Bike | 18       |
| 3e | Orluis Aular      | Venezuela       | Movistar Team              | 12       |
| 4e | Francesco Busatto | Italie          | Intermarché-Wanty          | 8        |
| 5e | Tom Pidcock       | Grande-Bretagne | Q36.5 Pro Cycling Team     | 6        |
| 6e | Diego Ulissi      | Italie          | XDS Astana Team            | 5        |
| 7e | Richard Carapaz   | Équateur        | EF Education-EasyPost      | 4        |
| 8e | Max Poole         | Grande-Bretagne | Team Picnic-PostNL         | 3        |
| 9e | Nicola Conci      | Italie          | XDS Astana Team            | 2        |
| 10e | Davide Piganzoli  | Italie          | Team Polti VisitMalta      | 1        |
| modifier |                   |                 |                            |          |

### Points attribués pour le classement du meilleur grimpeur
| Gracen (km 81,6) 2e catégorie (13 km à 5,1%) | Gracen (km 81,6) 2e catégorie (13 km à 5,1%) | Gracen (km 81,6) 2e catégorie (13 km à 5,1%) | Gracen (km 81,6) 2e catégorie (13 km à 5,1%) | Gracen (km 81,6) 2e catégorie (13 km à 5,1%) |
| -------------------------------------------- | -------------------------------------------- | -------------------------------------------- | -------------------------------------------- | -------------------------------------------- |
|                                              | Coureur                                      | Pays                                         | Équipe                                       | Point(s)                                     |
| 1er                                          | Sylvain Moniquet                             | Belgique                                     | Cofidis                                      | 18                                           |
| 2e                                           | Alessandro Verre                             | Italie                                       | Arkéa-B&B Hotels                             | 8                                            |
| 3e                                           | Alessandro Tonelli                           | Italie                                       | Team Polti VisitMalta                        | 6                                            |
| 4e                                           | Manuele Tarozzi                              | Italie                                       | VF Group-Bardiani CSF-Faizanè                | 4                                            |
| 5e                                           | Taco van der Hoorn                           | Pays-Bas                                     | Intermarché-Wanty                            | 2                                            |
| 6e                                           | Lorenzo Fortunato                            | Italie                                       | XDS Astana Team                              | 1                                            |
| modifier                                     |                                              |                                              |                                              |                                              |

| Surrel (km 126,5) 3e catégorie (6,9km à 4,6%) | Surrel (km 126,5) 3e catégorie (6,9km à 4,6%) | Surrel (km 126,5) 3e catégorie (6,9km à 4,6%) | Surrel (km 126,5) 3e catégorie (6,9km à 4,6%) | Surrel (km 126,5) 3e catégorie (6,9km à 4,6%) |
| --------------------------------------------- | --------------------------------------------- | --------------------------------------------- | --------------------------------------------- | --------------------------------------------- |
|                                               | Coureur                                       | Pays                                          | Équipe                                        | Point(s)                                      |
| 1er                                           | Lorenzo Fortunato                             | Italie                                        | XDS Astana Team                               | 9                                             |
| 2e                                            | Pello Bilbao                                  | Espagne                                       | Bahrain Victorious                            | 4                                             |
| 3e                                            | Carlos Verona                                 | Espagne                                       | Lidl-Trek                                     | 2                                             |
| 4e                                            | Patrick Konrad                                | Autriche                                      | Lidl-Trek                                     | 1                                             |
| modifier                                      |                                               |                                               |                                               |                                               |

| \| Surrel (km 148,7) 3e catégorie (6,9km à 4,6%) \| Surrel (km 148,7) 3e catégorie (6,9km à 4,6%) \| Surrel (km 148,7) 3e catégorie (6,9km à 4,6%) \| Surrel (km 148,7) 3e catégorie (6,9km à 4,6%) \| Surrel (km 148,7) 3e catégorie (6,9km à 4,6%) \| \| --------------------------------------------- \| --------------------------------------------- \| --------------------------------------------- \| --------------------------------------------- \| --------------------------------------------- \| \| \| Coureur \| Pays \| Équipe \| Point(s) \| \| 1er \| Giulio Ciccone \| Italie \| Lidl-Trek \| 9 \| \| 2e \| Mads Pedersen \| Danemark \| Lidl-Trek \| 4 \| \| 3e \| Mathias Vacek \| République tchèque \| Lidl-Trek \| 2 \| \| 4e \| Jai Hindley \| Australie \| Red Bull-Bora-Hansgrohe \| 1 \| \| modifier \| \| \| \| \| |                |                    |                         |          |
| Surrel (km 148,7) 3e catégorie (6,9km à 4,6%) |                |                    |                         |          |
| | Coureur        | Pays               | Équipe                  | Point(s) |
| 1er | Giulio Ciccone | Italie             | Lidl-Trek               | 9        |
| 2e | Mads Pedersen  | Danemark           | Lidl-Trek               | 4        |
| 3e | Mathias Vacek  | République tchèque | Lidl-Trek               | 2        |
| 4e | Jai Hindley    | Australie          | Red Bull-Bora-Hansgrohe | 1        |
| modifier |                |                    |                         |          |

### Points attribués pour le classement Red Bull KM
| \| Red Bull KM Sprint Sauk (km 112) \| Red Bull KM Sprint Sauk (km 112) \| Red Bull KM Sprint Sauk (km 112) \| Red Bull KM Sprint Sauk (km 112) \| Red Bull KM Sprint Sauk (km 112) \| \| -------------------------------- \| -------------------------------- \| -------------------------------- \| -------------------------------- \| -------------------------------- \| \| \| Coureur \| Pays \| Équipe \| Point(s) \| \| 1er \| Manuele Tarozzi \| Italie \| VF Group-Bardiani CSF-Faizanè \| 15 \| \| 2e \| Alessandro Tonelli \| Italie \| Team Polti VisitMalta \| 8 \| \| 3e \| Alessandro Verre \| Italie \| Arkéa-B&B Hotels \| 5 \| \| 4e \| Sylvain Moniquet \| Belgique \| Cofidis \| 3 \| \| 5e \| Jacopo Mosca \| Italie \| Lidl-Trek \| 1 \| \| modifier \| \| \| \| \| |                    |          |                               |          |
| Red Bull KM Sprint Sauk (km 112) |                    |          |                               |          |
| | Coureur            | Pays     | Équipe                        | Point(s) |
| 1er | Manuele Tarozzi    | Italie   | VF Group-Bardiani CSF-Faizanè | 15       |
| 2e | Alessandro Tonelli | Italie   | Team Polti VisitMalta         | 8        |
| 3e | Alessandro Verre   | Italie   | Arkéa-B&B Hotels              | 5        |
| 4e | Sylvain Moniquet   | Belgique | Cofidis                       | 3        |
| 5e | Jacopo Mosca       | Italie   | Lidl-Trek                     | 1        |
| modifier |                    |          |                               |          |

### Bonifications
|   | Coureur            | Pays   | Équipe                        | Secondes |
| - | ------------------ | ------ | ----------------------------- | -------- |
| 1 | Manuele Tarozzi    | Italie | VF Group-Bardiani CSF-Faizanè | 6 s      |
| 2 | Alessandro Tonelli | Italie | Team Polti VisitMalta         | 4 s      |
| 3 | Alessandro Verre   | Italie | Arkéa-B&B Hotels              | 2 s      |

|   | Coureur       | Pays      | Équipe                    | Secondes |
| - | ------------- | --------- | ------------------------- | -------- |
| 1 | Mads Pedersen | Pays-Bas  | Lidl-Trek                 | 10 s     |
| 2 | Wout van Aert | Belgique  | Team Visma \|Lease a Bike | 6 s      |
| 3 | Orluis Aular  | Venezuela | Movistar Team             | 4 s      |

## Classements à l'issue de l'étape

### Classement général
| \| Classement général \| Classement général \| Classement général \| Classement général \| Classement général \| \| Coureur \| Coureur \| Pays \| Équipe \| Temps \| \| ------------------ \| ------------------ \| ------------------ \| -------------------------- \| ------------------ \| \| 1er \| Mads Pedersen \| Danemark \| Lidl-Trek \| 3 h 36 min 14 s \| \| 2e \| Wout van Aert \| Belgique \| Team Visma \\| Lease a Bike \| + 4 s \| \| 3e \| Orluis Aular \| Venezuela \| Movistar Team \| + 6 s \| \| 4e \| Francesco Busatto \| Italie \| Intermarché-Wanty \| + 10 s \| \| 5e \| Tom Pidcock \| Royaume-Uni \| Q36.5 Pro Cycling Team \| + 10 s \| \| 6e \| Diego Ulissi \| Italie \| XDS Astana Team \| + 10 s \| \| 7e \| Richard Carapaz \| Équateur \| EF Education-EasyPost \| + 10 s \| \| 8e \| Max Poole \| Royaume-Uni \| Team Picnic-PostNL \| + 10 s \| \| 9e \| Nicola Conci \| Italie \| XDS Astana Team \| + 10 s \| \| 10e \| Davide Piganzoli \| Italie \| Team Polti VisitMalta \| + 10 s \| |                   |             |                            |                 |
| |                   |             |                            |                 |
| Source : ProCyclingStats |                   |             |                            |                 |
| Classement général |                   |             |                            |                 |
| Coureur | Coureur           | Pays        | Équipe                     | Temps           |
| 1er | Mads Pedersen     | Danemark    | Lidl-Trek                  | 3 h 36 min 14 s |
| 2e | Wout van Aert     | Belgique    | Team Visma \| Lease a Bike | + 4 s           |
| 3e | Orluis Aular      | Venezuela   | Movistar Team              | + 6 s           |
| 4e | Francesco Busatto | Italie      | Intermarché-Wanty          | + 10 s          |
| 5e | Tom Pidcock       | Royaume-Uni | Q36.5 Pro Cycling Team     | + 10 s          |
| 6e | Diego Ulissi      | Italie      | XDS Astana Team            | + 10 s          |
| 7e | Richard Carapaz   | Équateur    | EF Education-EasyPost      | + 10 s          |
| 8e | Max Poole         | Royaume-Uni | Team Picnic-PostNL         | + 10 s          |
| 9e | Nicola Conci      | Italie      | XDS Astana Team            | + 10 s          |
| 10e | Davide Piganzoli  | Italie      | Team Polti VisitMalta      | + 10 s          |

### Classement par points
| Classement par points | Classement par points | Classement par points | Classement par points         | Classement par points |
| Coureur               | Coureur               | Pays                  | Équipe                        | Points                |
| --------------------- | --------------------- | --------------------- | ----------------------------- | --------------------- |
| 1er                   | Mads Pedersen         | Danemark              | Lidl-Trek                     | 25 pts                |
| 2e                    | Wout van Aert         | Belgique              | Team Visma \| Lease a Bike    | 18 pts                |
| 3e                    | Manuele Tarozzi       | Italie                | VF Group-Bardiani CSF-Faizanè | 17 pts                |
| 4e                    | Alessandro Tonelli    | Italie                | Team Polti VisitMalta         | 15 pts                |
| 5e                    | Orluis Aular          | Venezuela             | Movistar Team                 | 12 pts                |
| 6e                    | Sylvain Moniquet      | Belgique              | Cofidis                       | 11 pts                |
| 7e                    | Taco van der Hoorn    | Pays-Bas              | Intermarché-Wanty             | 9 pts                 |
| 8e                    | Francesco Busatto     | Italie                | Intermarché-Wanty             | 8 pts                 |
| 9e                    | Alessandro Verre      | Italie                | Arkéa-B&B Hotels              | 6 pts                 |
| 10e                   | Tom Pidcock           | Royaume-Uni           | Q36.5 Pro Cycling Team        | 6 pts                 |

### Classement de la montagne
| Classement de la montagne | Classement de la montagne | Classement de la montagne | Classement de la montagne     | Classement de la montagne |
| Coureur                   | Coureur                   | Pays                      | Équipe                        | Points                    |
| ------------------------- | ------------------------- | ------------------------- | ----------------------------- | ------------------------- |
| 1er                       | Sylvain Moniquet          | Belgique                  | Cofidis                       | 18 pts                    |
| 2e                        | Lorenzo Fortunato         | Italie                    | XDS Astana Team               | 10 pts                    |
| 3e                        | Giulio Ciccone            | Italie                    | Lidl-Trek                     | 9 pts                     |
| 4e                        | Alessandro Verre          | Italie                    | Arkéa-B&B Hotels              | 8 pts                     |
| 5e                        | Alessandro Tonelli        | Italie                    | Team Polti VisitMalta         | 6 pts                     |
| 6e                        | Manuele Tarozzi           | Italie                    | VF Group-Bardiani CSF-Faizanè | 4 pts                     |
| 7e                        | Pello Bilbao              | Espagne                   | Bahrain Victorious            | 4 pts                     |
| 8e                        | Mads Pedersen             | Danemark                  | Lidl-Trek                     | 4 pts                     |
| 9e                        | Taco van der Hoorn        | Pays-Bas                  | Intermarché-Wanty             | 2 pts                     |
| 10e                       | Carlos Verona             | Espagne                   | Lidl-Trek                     | 2 pts                     |

### Classement du meilleur jeune
| Classement du meilleur jeune | Classement du meilleur jeune | Classement du meilleur jeune | Classement du meilleur jeune | Classement du meilleur jeune |
| Coureur                      | Coureur                      | Pays                         | Équipe                       | Temps                        |
| ---------------------------- | ---------------------------- | ---------------------------- | ---------------------------- | ---------------------------- |
| 1er                          | Francesco Busatto            | Italie                       | Intermarché-Wanty            | 3 h 36 min 24 s              |
| 2e                           | Max Poole                    | Royaume-Uni                  | Team Picnic-PostNL           | + 0 s                        |
| 3e                           | Davide Piganzoli             | Italie                       | Team Polti VisitMalta        | + 0 s                        |
| 4e                           | Antonio Tiberi               | Italie                       | Bahrain Victorious           | + 0 s                        |
| 5e                           | Felix Engelhardt             | Allemagne                    | Team Jayco AlUla             | + 0 s                        |
| 6e                           | Isaac Del Toro               | Mexique                      | UAE Team Emirates XRG        | + 0 s                        |
| 7e                           | Mathias Vacek                | Tchéquie                     | Lidl-Trek                    | + 0 s                        |
| 8e                           | Juan Ayuso                   | Espagne                      | UAE Team Emirates XRG        | + 0 s                        |
| 9e                           | Giulio Pellizzari            | Italie                       | Red Bull-Bora-Hansgrohe      | + 0 s                        |
| 10e                          | Martin Tjøtta                | Norvège                      | Arkéa-B&B Hotels             | + 57 s                       |

### Classement par équipes
| Classement par équipes | Classement par équipes     | Classement par équipes | Classement par équipes |
| Équipe                 | Équipe                     | Pays                   | Temps                  |
| ---------------------- | -------------------------- | ---------------------- | ---------------------- |
| 1re                    | Lidl-Trek                  | États-Unis             | 10 h 49 min 12 s       |
| 2e                     | Movistar Team              | Espagne                | + 0 s                  |
| 3e                     | XDS Astana Team            | Kazakhstan             | + 0 s                  |
| 4e                     | Team Visma \| Lease a Bike | Pays-Bas               | + 0 s                  |
| 5e                     | Team Jayco AlUla           | Australie              | + 0 s                  |
| 6e                     | Red Bull-BORA-hansgrohe    | Allemagne              | + 0 s                  |
| 7e                     | UAE Team Emirates XRG      | Émirats arabes unis    | + 0 s                  |
| 8e                     | Team Picnic-PostNL         | Pays-Bas               | + 57 s                 |
| 9e                     | Q36.5 Pro Cycling Team     | Suisse                 | + 57 s                 |
| 10e                    | Bahrain-Victorious         | Bahreïn                | + 1 min 37 s           |

## Abandons
- 52 -  Geoffrey Bouchard (Decathlon AG2R La Mondiale) : abandon.
- 141 -  Mikel Landa (Soudal Quick-Step) : abandon.

## Sanctions
| Coureur           | Équipe               | Sanction          | Raison |
| ----------------- | -------------------- | ----------------- | --- |
| Francesco Busatto | Intermarché - Wanty  | Averti            | Art. 2.12.007 5.1 "Déviation du couloir choisi en gênant ou en mettant en danger un autre coureur et sprint irrégulier (notamment tirer le maillot ou la selle d’un autre coureur, intimidation ou menace, coup de tête, de genoux, de coude, d’épaule ou de la main, etc.)." |
|                   | Bahrain - Victorious | 500 CHF d'amende. | Art. 2.12.007 6.3 "Infraction aux dispositions réglementaires ou aux directives concernant la circulation des véhicules dans la course ou non- respect des instructions des commissaires et/ou de l’organisation."                                                            |